# Ein Fall für Professor Chase
Ein Fall für Professor Chase (orig. Manimal) ist eine US-amerikanische Fernsehserie aus dem Jahr 1983. Sie umfasst acht Episoden (inklusive Pilotfolge). Deutsche Erstausstrahlung war am 4. November 1990 auf SAT.1.

## Inhalt
Hauptmotiv der Serie ist die Fähigkeit der Hauptperson Prof. Jonathan Chase, sich in Tiere verwandeln zu können und so in Tiergestalt die Ermittlungen der Polizei zu unterstützen. Er ist Uniprofessor und Sonderberater der New Yorker Polizei. An seiner Seite sind die charmante Detective Brooke McKenzie (Melody Anderson) und sein Freund Tyron C. Earl (Michael D. Roberts).

## Episoden
1. Pilotfilm (Manimal)
2. Illusionen (Illusions)
3. Das Wolfsmädchen von Sultanpur (Female of the Species)
4. Urlaub mit Hindernissen (Night of the Beast)
5. Betrug auf der Rennbahn (High Stakes)
6. Hundert Dollar zuviel (Night of the Scorpion)
7. Das Geheimnis des Walrosszahns (Scrimshaw)
8. Im Zeichen des Drachen (Breath of the Dragon)

## Jonathan Chase
Die Fähigkeit, sich in ein Tier zu verwandeln, hat Chase von seinem Vater geerbt. „Sein Schicksal führte ihn in die entlegensten Winkel Afrikas und auf die unberührten Gipfel des Himalayas“, heißt es im Vorspann der Serie. „Sein Vater hat ihm ein düsteres Vermächtnis hinterlassen. Er hat die Fähigkeit die Grenze zu überschreiten, die den Menschen vom Tier trennt und das Tier vom Menschen.“ Im Laufe der Folgen nutzt Chase diese Fähigkeit immer wieder. Zumeist verwandelt er sich in einen schwarzen Panther oder einen Falken. Man sieht ihn aber auch in Gestalt eines Pferdes, des legendären goldenen Bären, eines Bullen, eines Elefanten und einer Riesenschlange.
In wenigen Schritten kann der Zuschauer verfolgen, wie Chase zum Tier mutiert (ihm wachsen Haare, Krallen etc.). Zwar sind die Spezialeffekte unter heutigem Gesichtspunkt sehr einfach gehalten und dadurch unfreiwillig komisch. Unklar ist auch, wo Chase’ Kleidung verweilt, wenn er sich verwandelt, und wo er sie danach wieder „herzaubert“. Trotz dieser kleineren Makel stellen aber ebendiese Verwandlungen den kultigen Höhepunkt der einzelnen Folgen dar.

## Trivia
- In der Episode „Im Zeichen des Drachen“ war Walter Nebicher (Desi Arnaz junior) aus der Serie Automan zu sehen, wie er draußen an dem chinesischen Restaurant vorbeigeht. Tatsächlich wurden beide Serien gleichzeitig gedreht (aus unterschiedlichen Winkeln).
- Professor Chase tauchte Ende der 1990er Jahre noch einmal in einem Crossover mit der Serie Night Man auf, die ebenfalls von Glen A. Larson entwickelt worden war.
- Im Pilotfilm wurde Ty nicht von Michael D. Roberts, sondern von Glynn Turman gespielt.
- Die Foo Fighters beziehen sich mit ihrem Lied „Wind Up“ aus dem Album „The Colour and the Shape“ auf die Serie.
- In der ersten Vorschau für die Serie war die Rückenflosse eines Weißen Hais zu erkennen, wie sie J. R. Ewing (Star aus Dallas) angriff. Da die Serie gleichzeitig mit Dallas lief, war dies eine Anspielung. Simon MacCorkindale hatte zuvor in Der Weiße Hai 3 gespielt.
- In einer Folge spielte der deutsche Schauspieler Wolf Roth (bekannt auch als Assistent Jessner aus dem Finke-Tatort) einen russischen Agenten.

## Veröffentlichung
Die Serie wurde in Deutschland erstmals am 4. November 1990 auf Sat.1 und letztmals im Jahr 1995 auf Kabel 1 ausgestrahlt.